# 아산 옥련암 소장유물
아산 옥련암 소장유물은 충청남도 아산시 득산동에 있다. 2015년 8월 5일 아산시의 향토문화유산 제호로 지정되었다.

## 개요
옥련암 소장유물은 불상 4점과 불화 1점으로 구성되어 있다.불상은 대웅전에 봉안되어 있는 소조삼존불좌상 3점과 대웅방에 봉안되어 있는 소조보살좌상이다. 19세기 불상양식을 계승한 1934년에 조성된 불상이다. 20세기 초 서울경기지역과의 영향관계 및 불교조각 양식을 파악할 수 있는 자료이다. 불화 1점은 석가모니불도로 가로로 긴 화면을 크게 삼등분하여 항마촉지인을 한 석가모니불상을 비롯하여 문수`보현보살과 가섭`아난존자 등 5존상을 중앙부에 배치하였다. 그리고 왼쪽에는 관음보살상 2위와 사천왕상 2구와 세 제자상을 오른쪽으로는 세지보살좌상과 지장보살상 및 세 제자상과 사천왕상 2구를 배치시켜 좌우대칭구도를 보이고 있다.